# حصن بن عياش
حصن بن عَيَّاش هو حصن تاريخي في حضرموت، يقع في الجهة الجنوبية من سوق مدينة الشِحر القديمة. ويعود إلى أسرة ابن عياش التي كان أحد قصورها في موضع الحصن.

## بناؤه
بني الحصن في وسط مدينة الشحر على تل مرتفع، على طراز البناء الهندي التقليدي، ويرجع تاريخ بنائخ الى عام 1868- 1888م. وقد بناه عبدالله بن عمر القعيطي وتوفي قبل بنائه. وبُني هذا الحصن من الحجارة واستخدمت مادة النورة فيه لربطها ببعضها البعض. وقد اقيم الحصن على مسطبة مرتفعة عن سطح ساحة السوق يصل ارتفاعها الى 50.3 متراً، يتم الصعود اليه عبر طريق في الجهة الشمالية على هيئة درج، وفي هذه الجهة يوجد المدخلين الرئيسين للحصن المكون من دورين. فكان الدور الاول غرفاً صغيرة ودهاليز وأروقة، كما توجد سراديب كبيرة تحت الحصن، خصصعت لتخزين المؤن الغذائية والسلاح خصوصاً وقت الأزمات وفي حالة حصار الحصن. أما الدور الثاني فلم يكتمل بناؤه، حيث رفعت جدرانه إلى ارتفاع بلغ مترين في جهته الجنوبية والغربية، أما الجهتين الشرقية والشمالية فقد بنيت فيها غرف حديثة واستخدمت كفصول دراسية، كما استغل هذا الحصن، بعد استقلال الجنوب عام 1967م، كمدرسة نظامية، ثم أفرغ لاحقاً لصيانته وترميمه.